# Leșu
Leșu è un comune della Romania di 3019 abitanti, ubicato nel distretto di Bistrița-Năsăud, nella regione storica della Transilvania.
Il comune è formato dall'unione di 2 villaggi: Leșu e Lunca Leșului.